# Bebel Gilberto
Bebel Gilberto, (New York, 1966. május 12. –) Amerikai születésű brazil énekesnő. João Gilberto és Miúcha énekes lánya. Nagybátyja Chico Buarque énekes-zeneszerző.

## Pályafutása
Édesapámtól tanultam meg, hogyan törekedjek minden pillanatban a tökéletességre, édesanyámtól pedig, hogy hogyan ne.
Bebel Gilberto gyerekkorában kórusokban és gyereklemezeken kezdett énekelni, és musicalekben is szerepelt. Az 1980-as években szólókarrierre tett kísérletet, elsősorban Cazuza-val, de a Música Popular Brasileira más sztárjaival is dolgozott. 1991-ben költözött New Yorkba, ahol David Byrne-nel, Arto Lindsay-vel és DJ Towa Teivel dolgozott. Arra törekedett, hogy bossát más zenei stílusokkal is vegyítse a másféle hangzás létrehozása érdekében.
Megismerkedett olyan népszerű művészekkel, mint Caetano Veloso, David Byrne és persze Stan Getz, akik gyakran látogattak apja otthonába.
2000-ben kiadta a "Tanto Tempo" című CD-jét, amellyel felkerült a világzenei toplistákra. 2001-ben debütáló CD-jük sikerére építve megjelent a „Tanto Tempo Remixes” című lemeze. Ezt követte 2004-ben a Marius de Vries által készített Bebel Gilberto című album, 2005-ben pedig annak remixei − amelyekben többek között a Thievery Corporation, DJ Spinna és a Nuspirit Helsinki is részt vett.
A Samba da Benção, a Tanto Tempo és a Mais Feliz című daluk a Hautnah (2004) című film zenéjének részét képezte.
2019-ben fellépett Budapesten is.

## Stúdióalbumok
- Um Certo Geraldo Pereira, Funarte (with Pedrinho Rodrigues) (1983)
- De Tarde, Vendo O Mar (with Luizão Maia & Banzai) (1991)
- Tanto Tempo (2000)
- Bebel Gilberto (2004)
- Momento (2007)
- All in One (2009)
- Tudo (2014)
- Agora (2020)
- João (2023)

## EP-k
- Bebel Gilberto (EP) (1986)
- Bring Back The Love — Remixes EP 1 (2007) [digital-only]
- Bring Back The Love — Remixes EP 2 (2007) [digital-only]
- Live Session – EP (2008) [digital-only]

## Filmek
- Pirlimpimpim (1982, TV film)
- Malandro (1986)
- The Color of Destiny (1987)
- Elis Regina Tribute Live at Town hall (1998 video rövidfilm)
- 2004: Hautnah
- Rio (2011)
- Kings & Rats (2012)
- Rio 2 (2014 – Eva hangja)
- Rio, I Love You (2014)

## Fordítás
Ez a szócikk részben vagy egészben  a   Bebel Gilberto című német Wikipédia-szócikk ezen változatának fordításán alapul.  Az eredeti cikk szerkesztőit annak laptörténete sorolja fel. Ez a jelzés csupán a megfogalmazás eredetét és a szerzői jogokat jelzi, nem szolgál a cikkben szereplő információk forrásmegjelöléseként.